# Ocland
Ocland là một xã thuộc hạt Harghita, România. Dân số thời điểm năm 2002 là 1403 người.